# Юрий Владимирович Долгорукий
Ю́рий (Гео́ргий) Влади́мирович, по прозвищу Долгору́кий (др.-рус. Гюрьги, Дюрьги; 1090-е годы — 15 мая 1157, Киев) — князь ростово-суздальский и великий князь киевский, 6-й или 7-й из 8 сыновей Владимира Всеволодовича Мономаха. При этом князе впервые в летописях упоминается Москва.
С 1108 года до конца жизни Юрий управлял Ростово-Суздальским княжеством. С 1132 года отстаивал на юге интересы свои и братьев, борясь за Переяславль, а затем и за Киев (за что, вероятно, получил прозвище Долгорукого).

## Проблема даты рождения
Историк В. Н. Татищев объявил датой рождения Юрия 1090 год, однако источники, на основании которых он высказал это утверждение, неизвестны. Существует предположение, что «Гюргевой матерью» (так именуется мать Юрия Долгорукого в «Поучении» Владимира Мономаха), являлась Гита Уэссекская, первая супруга Владимира Мономаха, дочь последнего англо-саксонского короля Англии Гарольда II Годвинсона. Согласно Лаврентьевской летописи, первая упомянутая в ней жена Владимира умерла 7 мая 1107 года, однако историк А. В. Назаренко считает, что имелась в виду вторая жена Владимира Мономаха и мать Юрия Долгорукого. Согласно синодику монастыря святого Пантелеимона в Кёльне, Гита Уэссекская умерла 10 марта, по предположению А. В. Назаренко — 1098 года, причём за пределами Древнерусского государства. Поэтому существует предположение, что Юрий родился в 1098—1100 годах и был сыном Владимира Мономаха от его второй жены Ефимии.

## Правление в Ростово-Суздальском княжестве

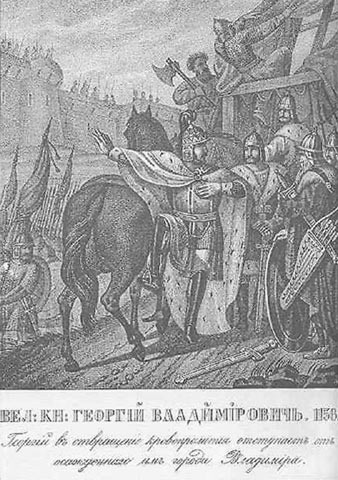
Великий князь Георгий Владимирович Долгорукий, картина Б. А. Чорикова

В русских летописях Юрий впервые упоминается лишь под 1107 годом, в связи со своей первой женитьбой. В 1120 году он возглавил поход русских войск против волжских булгар. В походе также участвовали половцы.
В 1125 году он перенёс столицу своих владений из Ростова в город Суздаль, а его сын-наследник Андрей Боголюбский — в 1157 году во Владимир. С тех пор политическая роль Ростова заметно уменьшилась.
Когда в 1132 году перешедший по смерти Мстислава Великого в Киев Ярополк Владимирович отдал Переяславское княжество Всеволоду Мстиславичу, Юрий выгнал последнего оттуда. Тогда Ярополк посадил в Переяславле Изяслава Мстиславича, но Юрий воспротивился и такому варианту. Затем Изяслав был изгнан Вячеславом Владимировичем из Турова, после чего уехал в Новгород, откуда с братом Всеволодом организовал поход в Ростово-Суздальское княжество (1134). В битве при Жданой горе обе стороны понесли значительные потери, но не добились решающего успеха. В 1135 году Переяславль был отдан Ярополком Юрию в обмен на центральную часть его княжества с Ростовом и Суздалем. Однако выступление коалиции Мстиславичей и Ольговичей против Ярополка привело к тому, что Юрий вернулся в Ростов, в Переяславль был переведён Андрей Владимирович Добрый, а на Волыни сел Изяслав Мстиславич.
После смерти Ярополка и изгнания Вячеслава из Киева Всеволодом Ольговичем (1139) активность Юрия свелась к неудачной попытке поднять новгородцев в поход на юг.

В период своего первого киевского княжения (1149—1151) оставил в Суздале сына Василька; во время последнего киевского княжения (1155—1157) сохранил Ростово-Суздальскую землю за собой лично, планируя оставить её после своей смерти своим младшим сыновьям Михаилу и Всеволоду, а старших утвердить на юге. Но вскоре его старший на тот момент сын Андрей вернулся из Вышгорода на северо-восток, а после смерти Юрия перенёс столицу княжества во Владимир-на-Клязьме.

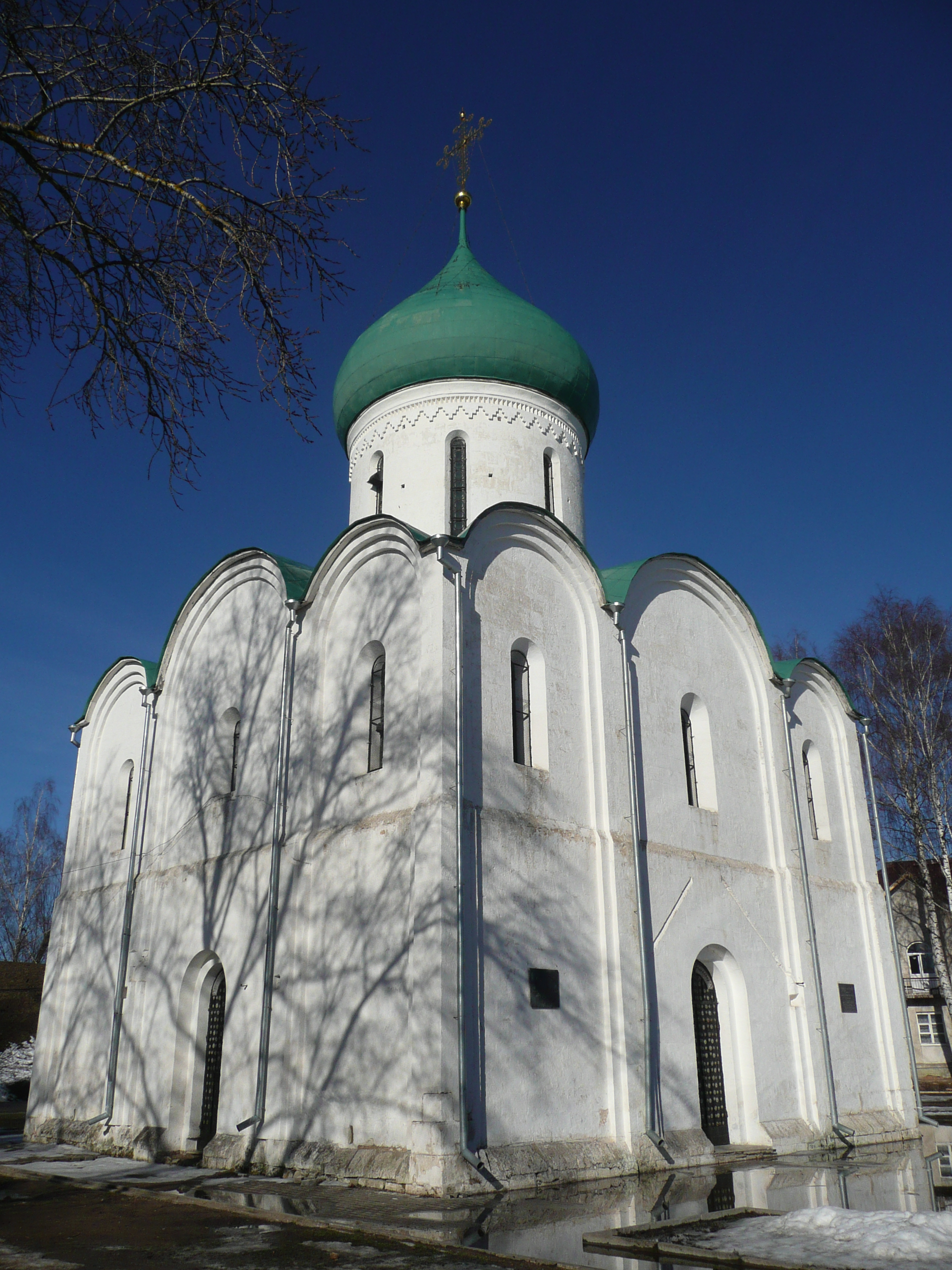
Собор в Переславле, построенный в 1152—1158 годах

### Привлечение поселенцев и градостроительство
Юрий Долгорукий активно поощрял заселение своих владений, привлекая население Юго-Западной Руси. Он выделял переселенцам ссуды и предоставлял им статус вольных земледельцев, который был довольно редким в Поднепровье. С разной степенью достоверности Долгорукому приписывается основание многих городов Северо-Восточной Руси, среди которых Кснятин и Переславль-Залесский (по мнению ряда краеведов — также Кострома, Городец, Стародуб, Звенигород, Перемышль и Дубна).
Достоверно известно, что в начале 1150-х годов Юрий основал города Юрьев, названный в его честь, и Переславль, где в изначальном виде стоит заложенный при основании белокаменный Спасо-Преображенский собор. Другая сохранившаяся постройка Долгорукого — Борисоглебская церковь в его загородной резиденции Кидекша. Эти постройки — древнейшие, сохранившиеся в Северо-Восточной Руси, свидетельствуют о том, что князь предпочитал строить из белого камня, а не из плинфы, как его предки.
В 1154 году Юрий Владимирович основал город Дмитров, названный так в честь святого великомученика Дмитрия Солунского, небесного покровителя своего сына Всеволода (в крещении Дмитрия), родившегося в тот год.
В годы его правления впервые в летописях упомянут Московъ (1147), где Юрий угощал своего союзника, князя новгород-северского Святослава Ольговича (отца Игоря Святославича, героя Слова о полку Игореве). В 1156 году Юрий укрепил Москву рвом и деревянными стенами.

## Борьба за киевское княжение
После смерти Всеволода Ольговича (1146) в нарушение удельно-лествичной системы киевский стол занял Изяслав Мстиславич, который опирался на симпатии киевской знати и пользовался инертностью (впрочем, как и сам Юрий) старшего брата Юрия — Вячеслава, который был старшим в роду и должен был наследовать Киев.

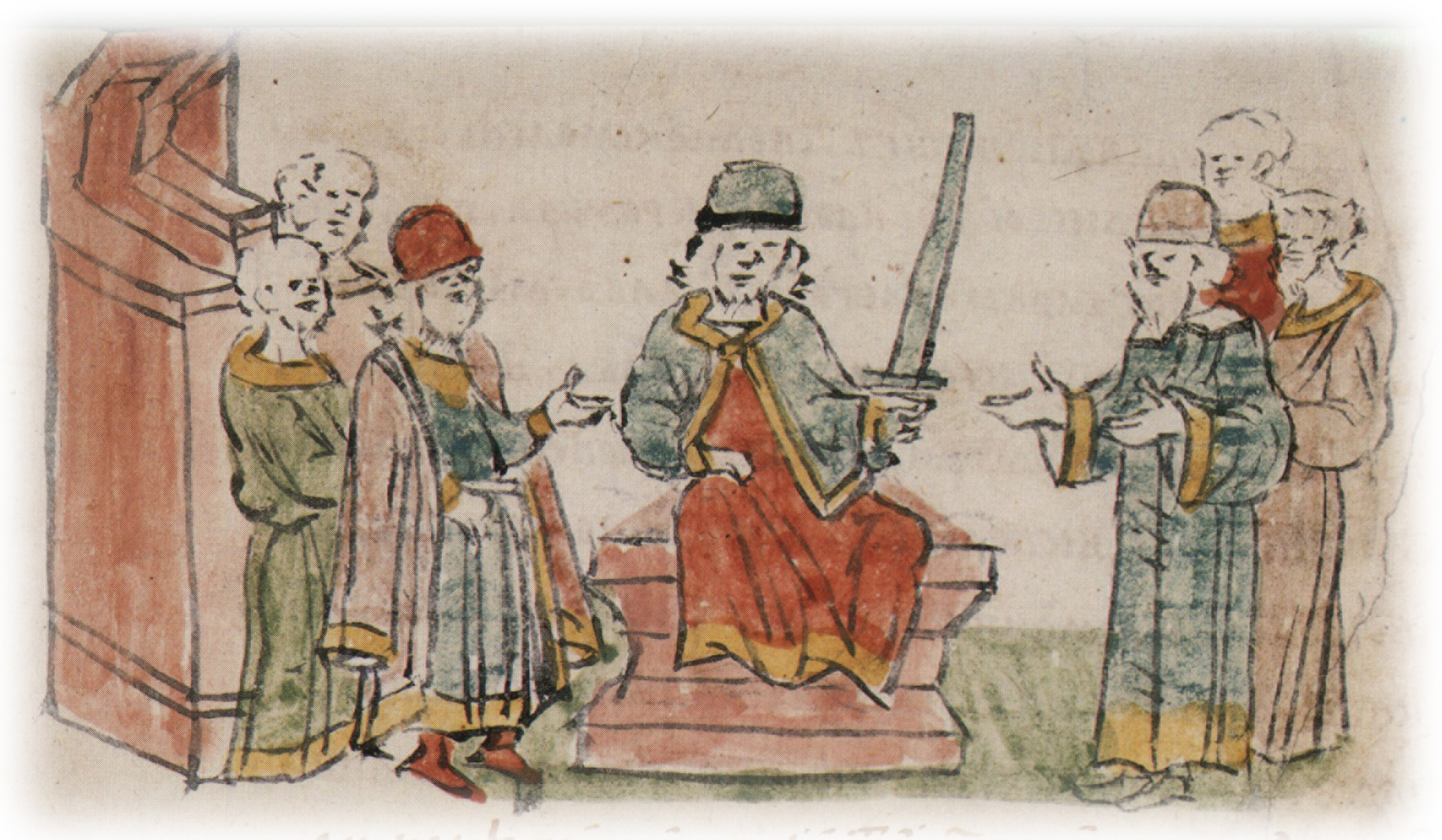
Юрий на Киевском престоле. Миниатюра из Радзивилловской летописи, конец XV века

Убийство киевлянами Игоря Ольговича сделало его брата Святослава новгород-северского непримиримым противником Изяслава. В стремлении расколоть союз потомков Святослава Ярославича Изяслав поддерживал претензии черниговских Давыдовичей на Новгород-Северский. Юрий в этой тяжелейшей ситуации поддержал Святослава и таким образом обрёл на юге верного союзника. Также его союзником был Владимирко Володаревич галицкий, который стремился сохранить независимость своего княжества от Киева, и половцы. Союзниками Изяслава были смоляне, новгородцы и рязанцы, обеспокоенные соседством с сильным Суздалем, а также те правители княжеств на территориях нынешних Венгрии, Чехии и Польши, что находились в династическом родстве с Мстиславичами.
Дважды Юрий захватывал Киев и дважды изгонялся Изяславом. После поражения на Руте Юрий был вытеснен с юга, а его южные союзники поодиночке разбиты Изяславом. В это время все реже летописи называют Юрия ростовским князем, из-за чего некоторые исследователи считают, что Ростов терял исключительное право именоваться центром Северо-Восточной Руси и делил это место с Суздалем. Князь пребывал то в одном городе, то в другом.
После смерти Вячеслава (декабрь 1154) Юрий сам снова отправился в поход на юг. По дороге он помирился с Ростиславом смоленским (январь 1155) и вместе со старым союзником Святославом Ольговичем занял Киев (март 1155). Новый князь Изяслав Давыдович оставил город без борьбы и вернулся в Чернигов. В Вышгороде стал править Андрей Юрьевич, в Турове — Борис Юрьевич, в Переяславле — Глеб Юрьевич, в Поросье — Василько Юрьевич. Юрий предпринял поход на Волынь, незадолго до того ещё входившую в состав великого княжения, которую Юрий в своё время обещал передать сыну Андрея Владимировича Владимиру. Однако после неудачи Юрия Волынь закрепилась за сыновьями Изяслава Мстиславом и Ярославом и их потомками (1157).

## Смерть

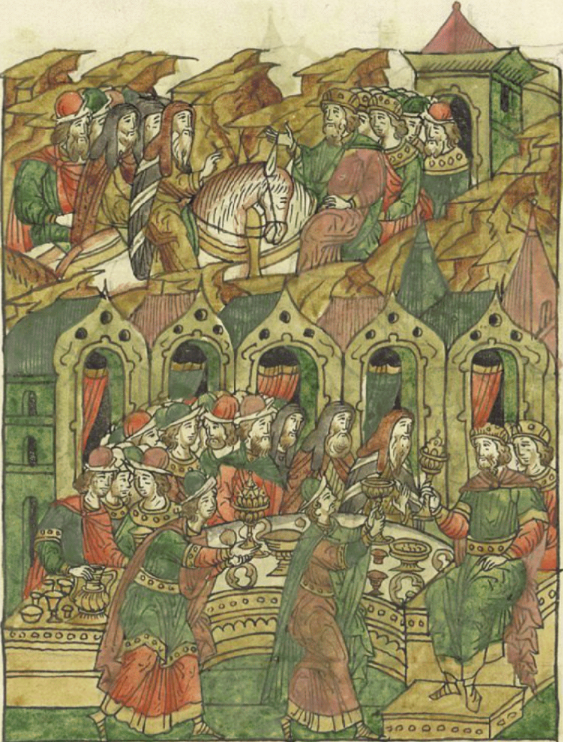
Юрий I Долгорукий встречает митрополита Константина I и устраивает пир в его честь

Ростислав Мстиславич смоленский, прежде признавший старшинство Юрия, после его волынского похода в 1157 году вступил в союз с Мстиславом Изяславичем волынским и Изяславом Давыдовичем черниговским. Вопрос об исходе борьбы остался открытым, так как 15 мая этого же года Юрий Долгорукий умер — по-видимому, отравленный киевскими боярами. Он был крайне непопулярен среди киевлян; сразу же после смерти хозяина его двор был разграблен народом. Киев снова занял представитель линии черниговских Давыдовичей Изяслав.
Юрий планировал оставить Ростов и Суздаль своим младшим сыновьям, рассчитывая, что старшие после его смерти удержатся на юге, и взял с Ростова и Суздаля соответствующую присягу. Однако удержаться на юге удалось только Глебу, женатому на дочери Изяслава Давыдовича; тем самым Переяславль обособился от Киева (1157). Старшего сына Долгорукого Андрея приняли на княжение Владимир, Ростов и Суздаль (старший Юрьевич Ростислав умер в 1151 году). Через несколько лет Андрей выслал из княжества своих младших братьев в Византию.
Юрий Долгорукий был похоронен в киевской церкви Спаса на Берестове.

## Личные качества

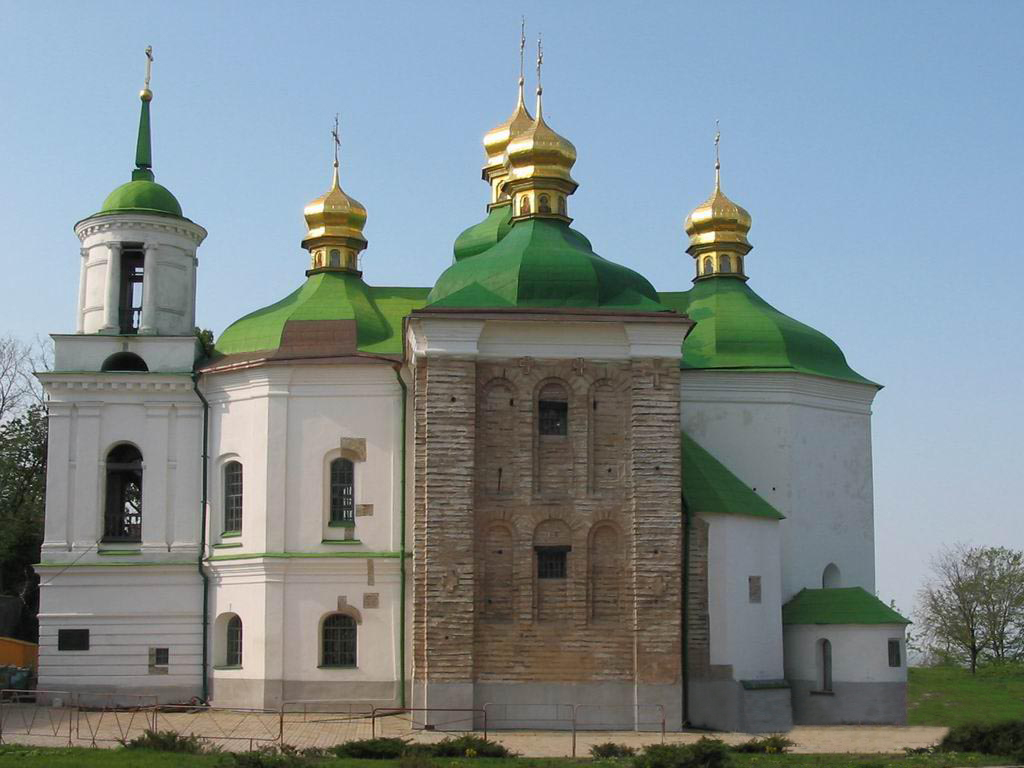
Церковь Спаса на Берестове, где был погребён Юрий Долгорукий

В. Н. Татищев, опираясь на некие собственные источники, писал, что «сей великий князь был роста немалого, толстый, лицом белый, глаза не весьма великие, нос долгий и искривлённый, борода малая, великий любитель женщин, сладкой пищи и пития; более о веселиях, нежели об управлении и воинстве прилежал, но всё оное состояло во власти и смотрении вельмож его и любимцев… Сам мало что делал, всё больше дети и князи союзные…». Современные историки не находят подобным характеристикам соответствий в источниках и поэтому склонны считать их вымышленными. Обращает на себя внимание явно негативный образ Юрия Долгорукого в описании Татищева. У историков нет единого мнения почему Татищев избрал именно такой модус изображения великого князя киевского. По мнению А. П. Толочко, Татищев, «как и все вообще историки, читавшие Киевскую летопись, попал под обаяние рисуемого ею образа Изяслава Мстиславича. Юрий, его враг и соперник, вольно или невольно воспринимается как естественный контраст и противоположность блестящему, энергичному и остроумному Изяславу». По мнению М. Б. Свердлова причиной создания Татищевым негативного портрета-характеристики Юрия Долгорукого были постоянные распри Юрия.
М. М. Щербатов полагал, что Юрия прозвали Долгоруким подобно персидскому царю Артаксерксу — за «алчность к приобретению».
В 1947 году при подготовке установки памятника Юрию Долгорукому к 800-летию Москвы стартовала экспедиция с целью эксгумации, исследования останков князя и их дальнейшего перезахоронения. Однако поиски гробницы в церкви Спаса на Берестове так и не увенчались успехом и на предполагаемом месте захоронения Юрия Долгорукого был установлен кенотаф в виде древнерусского саркофага. Вторая экспедиция, организованная Институтом археологии академии наук УССР проводилась в 1989—1990 годах под руководством В. А. Харламова, в ходе археологических раскопок были обнаружены несколько гробниц, в том числе и саркофаг с предполагаемыми останками Юрия Долгорукого. Несмотря на то, что из-за почвенных вод скелет плохо сохранился (в частности, не сохранился череп), экспертиза, проведённая в 1989—2002 годах и повторённая в 2003 и 2007 годах, позволяет с большой точностью говорить о принадлежности останков Юрию Долгорукому. Если это так, то можно говорить, что князь обладал относительно низким ростом (156,9 — 161,3 см) и длинными ступнями и кистями рук, а также страдал остеохондрозом. В скелете обнаружены изменения, характерные для пожилых людей: костные разрастания суставов, окостенение грудных участков рёбер и наличие грыжи Шморля, так что на момент смерти Юрию было около 64-75 лет.

## Браки и дети

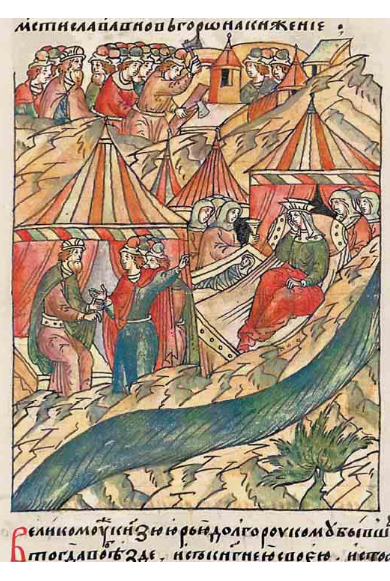
Рождение Всеволода Большое Гнездо

Первая жена: с 1107 года княжна, дочь половецкого хана Аепы Осеневича. Посредством этого брака отец Юрия Владимир Мономах намеревался упрочить мир с половцами. Дети от этого брака:
- Ростислав (ум. 1151), князь Новгородский, Переяславский
- Андрей Боголюбский (уб.1174), великий князь Владимиро-Суздальский (1157—1174)
- Иван (ум. 1147), князь Курский
- Борис (ум. 1159), князь Белгородский, Туровский (до 1157)
- Глеб (ум. 1171), князь Переяславский, великий князь Киевский (1169—1171)
- Елена (ум. 1165); муж: Олег Святославич (ум. 1180), князь Новгород-Северский
- Мария (ум. 1166)
- Ольга (ум. 1189); муж: Ярослав Осмомысл (ок. 1135—1187), князь Галицкий

Вторая жена: о ней ничего достоверно не известно, кроме того, что умерла она в 1183 году. Поскольку дети от этого брака были увезены матерью при её бегстве в 1161 году в Византию, Н. М. Карамзин высказал догадку о греческом происхождении второй жены Долгорукого и о том, что она принадлежала к царскому дому Комнинов. Никаких подтверждений построений Карамзина в источниках не обнаруживается. Мстислав и Василько, судя по летописи, были приняты в Византии благосклонно и получили земельные владения. В некоторых источниках эта княгиня названа «Ольга». Против того, что её звали «Елена», выступал Карамзин и позднейшие исследователи.
- Василько (Василий) (ум. 1162), князь Суздальский
- Мстислав (ум. 1162), князь Новгородский
- Ярослав (ум. 1166)
- Святослав (ум. 1174), князь Юрьевский
- Михаил (ум. 1176), великий князь Владимиро-Суздальский (1174—1176)
- Всеволод III Большое Гнездо (1154—1212), великий князь Владимиро-Суздальский (1176—1212)

## Увековечение памяти

Памятник Юрию Долгорукому на Тверской площади в Москве

- В 1954 году на Тверской площади (тогда Советской) в Москве был установлен памятник Юрию Долгорукому работы скульпторов С. М. Орлова, А. П. Антропова и Н. Л. Штамма.
- Изображение князя вычеканено на медали «В память 800-летия Москвы».
- Памятники установлены также в Дмитрове, Костроме, Переславле-Залесском, Юрьеве-Польском.
- Улицы Юрия Долгорукого существуют в Касимове и Волгограде. В Городце Нижегородской области у «Города мастеров» учреждена набережная Юрия Долгорукого (исторически — улица Подгорная; с января 2010 по сентябрь 2018 — Александровская набережная). В этом городе на Волге князь Юрий — герой ежегодного театрализованного шествия. С первого Праздника города (1984) его кульминацией является встреча городчанами на берегу реки ладьи Юрия Долгорукого, а затем конный проезд князя по центральным улицам на местный стадион (на городское «вече»). Решению депутатов Думы г. Городца о новом названии набережной предшествовала дискуссия среди историков и общественности города, так как основание этого города Юрием Долгоруким в 1152 году оспаривается большинством учёных. Из предлагаемых вариантов заслуживает внимания «Георгиевская набережная»: в память о строителях Городца — владимирских князьях, детях и внуках Юрия (Георгия) Долгорукого (http://radilov.ru/krayrodnoy/1103-ulitsa-yuriya-dolgorukogo-ili-georgievskaya-naberezhnaya.html).
- В честь Юрия Долгорукого назван астероид (7223) Dolgorukij, открытый астрономом Людмилой Карачкиной в Крымской астрофизической обсерватории 14 октября 1982 года.
- О князе в 1998 году был снят художественный фильм «Князь Юрий Долгорукий» (режиссёр Сергей Тарасов, в роли князя Юрия Долгорукого — Борис Химичев).
- 15 апреля 2007 года в Северодвинске состоялась церемония спуска на воду атомной подводной лодки «Юрий Долгорукий».
- Московский автозавод «Москвич» выпускал автомобиль М-2141R5 «Юрий Долгорукий» на базе автомобиля Москвич-2141.

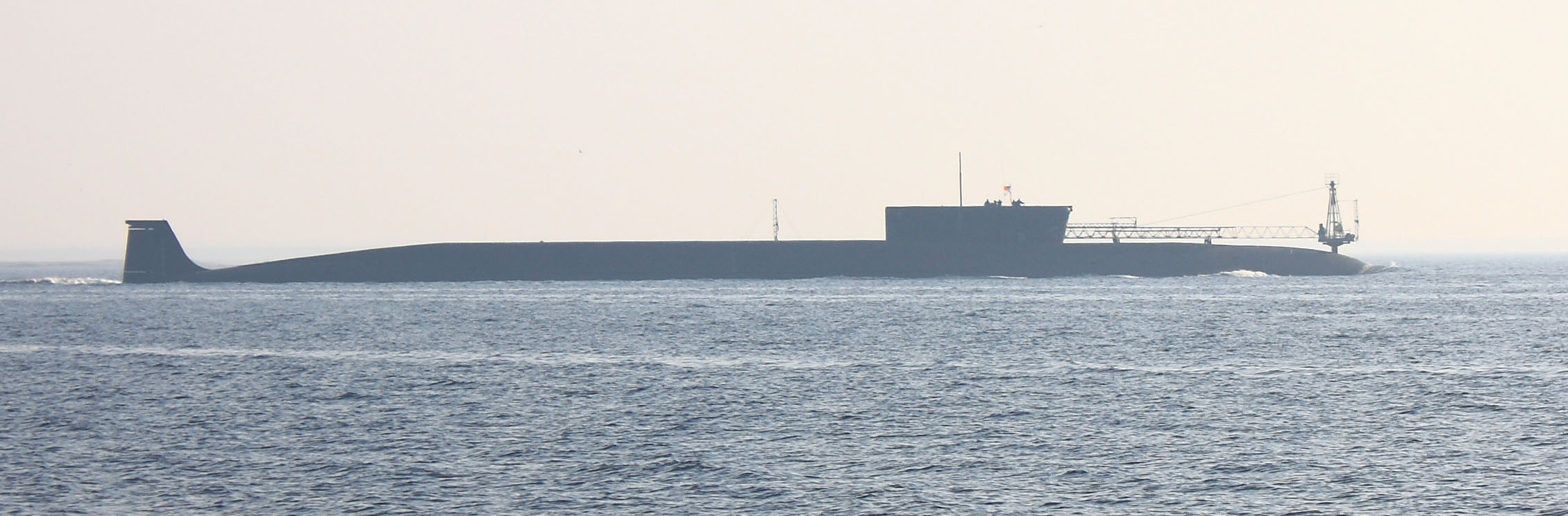
Российская атомная подводная лодка «Юрий Долгорукий»
Памятник Юрию Долгорукому в Дмитрове
Памятник Юрию Долгорукому в Костроме
Памятник Юрию Долгорукому в Переславле-Залесском
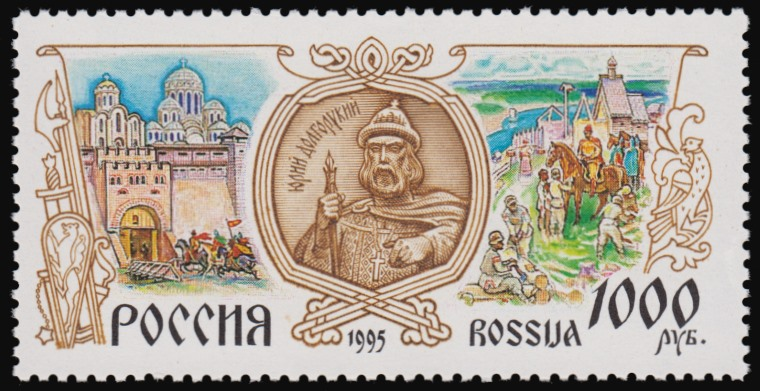
Почта России, 1995 г.

## Предки
|  |                                  |  |  |  |  |  |  |  |  |  |  |  |  |  |  |  |
|  | Владимир Святославич             |  |  |  |  |  |  |  |  |  |  |  |  |  |  |  |
|  |                                  |  |  |  |  |  |  |  |  |  |  |  |  |  |  |  |
|  |                                  |  |  |  |  |  |  |  |  |  |  |  |  |  |  |  |
|  | Ярослав Владимирович Мудрый      |  |  |  |  |  |  |  |  |  |  |  |  |  |  |  |
|  |                                  |  |  |  |  |  |  |  |  |  |  |  |  |  |  |  |
|  |                                  |  |  |  |  |  |  |  |  |  |  |  |  |  |  |  |
|  | Рогнеда Рогволодовна             |  |  |  |  |  |  |  |  |  |  |  |  |  |  |  |
|  |                                  |  |  |  |  |  |  |  |  |  |  |  |  |  |  |  |
|  |                                  |  |  |  |  |  |  |  |  |  |  |  |  |  |  |  |
|  | Всеволод Ярославич               |  |  |  |  |  |  |  |  |  |  |  |  |  |  |  |
|  |                                  |  |  |  |  |  |  |  |  |  |  |  |  |  |  |  |
|  |                                  |  |  |  |  |  |  |  |  |  |  |  |  |  |  |  |
|  | Олаф (король Швеции)             |  |  |  |  |  |  |  |  |  |  |  |  |  |  |  |
|  |                                  |  |  |  |  |  |  |  |  |  |  |  |  |  |  |  |
|  |                                  |  |  |  |  |  |  |  |  |  |  |  |  |  |  |  |
|  | Ингигерда                        |  |  |  |  |  |  |  |  |  |  |  |  |  |  |  |
|  |                                  |  |  |  |  |  |  |  |  |  |  |  |  |  |  |  |
|  |                                  |  |  |  |  |  |  |  |  |  |  |  |  |  |  |  |
|  | Эстрид Ободритская               |  |  |  |  |  |  |  |  |  |  |  |  |  |  |  |
|  |                                  |  |  |  |  |  |  |  |  |  |  |  |  |  |  |  |
|  |                                  |  |  |  |  |  |  |  |  |  |  |  |  |  |  |  |
|  | Владимир Всеволодович Мономах    |  |  |  |  |  |  |  |  |  |  |  |  |  |  |  |
|  |                                  |  |  |  |  |  |  |  |  |  |  |  |  |  |  |  |
|  |                                  |  |  |  |  |  |  |  |  |  |  |  |  |  |  |  |
|  | Феодосий Мономах                 |  |  |  |  |  |  |  |  |  |  |  |  |  |  |  |
|  |                                  |  |  |  |  |  |  |  |  |  |  |  |  |  |  |  |
|  |                                  |  |  |  |  |  |  |  |  |  |  |  |  |  |  |  |
|  | Константин IX Мономах            |  |  |  |  |  |  |  |  |  |  |  |  |  |  |  |
|  |                                  |  |  |  |  |  |  |  |  |  |  |  |  |  |  |  |
|  |                                  |  |  |  |  |  |  |  |  |  |  |  |  |  |  |  |
|  | Мономахиня                       |  |  |  |  |  |  |  |  |  |  |  |  |  |  |  |
|  |                                  |  |  |  |  |  |  |  |  |  |  |  |  |  |  |  |
|  |                                  |  |  |  |  |  |  |  |  |  |  |  |  |  |  |  |
|  | Василий Склир, внук Варды Склира |  |  |  |  |  |  |  |  |  |  |  |  |  |  |  |
|  |                                  |  |  |  |  |  |  |  |  |  |  |  |  |  |  |  |
|  |                                  |  |  |  |  |  |  |  |  |  |  |  |  |  |  |  |
|  | Елена Склир                      |  |  |  |  |  |  |  |  |  |  |  |  |  |  |  |
|  |                                  |  |  |  |  |  |  |  |  |  |  |  |  |  |  |  |
|  |                                  |  |  |  |  |  |  |  |  |  |  |  |  |  |  |  |
|  | племянница Романа III Аргира     |  |  |  |  |  |  |  |  |  |  |  |  |  |  |  |
|  |                                  |  |  |  |  |  |  |  |  |  |  |  |  |  |  |  |
|  |                                  |  |  |  |  |  |  |  |  |  |  |  |  |  |  |  |
|  | Юрий Владимирович Долгорукий     |  |  |  |  |  |  |  |  |  |  |  |  |  |  |  |
|  |                                  |  |  |  |  |  |  |  |  |  |  |  |  |  |  |  |
|  |                                  |  |  |  |  |  |  |  |  |  |  |  |  |  |  |  |

## Образ Юрия Долгорукого в кино
- «Князь Юрий Долгорукий» (1998; Россия) режиссёр Сергей Тарасов, в роли князя Борис Химичев.

## В художественной литературе
Юрий Долгорукий стал персонажем романов Антонина Ладинского «Последний путь Владимира Мономаха», Павла Загребельного «Смерть в Киеве».